# Dudley (Massachusetts)
Dudley – miejscowość w stanie Massachusetts, w hrabstwie Worcester.

## Demografia
46% mieszkańców jest urodzonych w Polsce, oraz około 25,3% mieszkańców deklaruje polskie pochodzenie.

## Religia
- Parafia św. Andrzeja Boboli